# Carinopontonia paucipes
Carinopontonia paucipes är en kräftdjursart som beskrevs av Bruce 1988. Carinopontonia paucipes ingår i släktet Carinopontonia och familjen Palaemonidae. Inga underarter finns listade i Catalogue of Life.